# Apristurus kampae
Apristurus kampae е вид хрущялна риба от семейство Scyliorhinidae.

## Разпространение и местообитание
Видът е разпространен в Мексико и САЩ (Калифорния).
Среща се на дълбочина от 1830 до 1859 m, при температура на водата от 2,9 до 3,4 °C и соленост 34,5 – 34,6 ‰.

## Описание
На дължина достигат до 52 cm.